# Beatriz I da Borgonha
Beatriz da Borgonha ou Beatriz de Borgonha-Ivrea ou (em francês:  Béatrice ou Béatrix; Borgonha, 1145 – Jouhe, 15 de novembro de 1184) foi condessa da Borgonha em direito próprio (suo jure) e imperatriz do Sacro Império Romano-Germânico como a segunda esposa de Frederico I.
Beatriz era uma imperatriz ativa na corte da época, encorajando obras literárias e ideais cavalheirescos. Ela acompanhava seu marido em viagens e campanhas militares pelo reino, e ele era influenciado por ela.

## Família
Beatriz foi a única filha de Reinaldo III da Borgonha e Águeda da Lorena.
Os seus avós paternos eram o conde Estêvão I de Borgonha e Beatriz da Lorena. Os seus avós maternos eram o duque Simão I da Lorena e Adelaide da Loivana.

## Biografia
Seguindo a morte de seu pai, em 1148 ou 1149, Beatriz sucedeu ao título de condessa palatina da Borgonha, sob a regência de seu tio, Guilherme. Porém, ele tentou privá-la de sua herança, e chegou a aprisioná-la, sendo impedido de tomar controle do condado pelo imperador Frederico, conhecido como Barba Ruiva. 

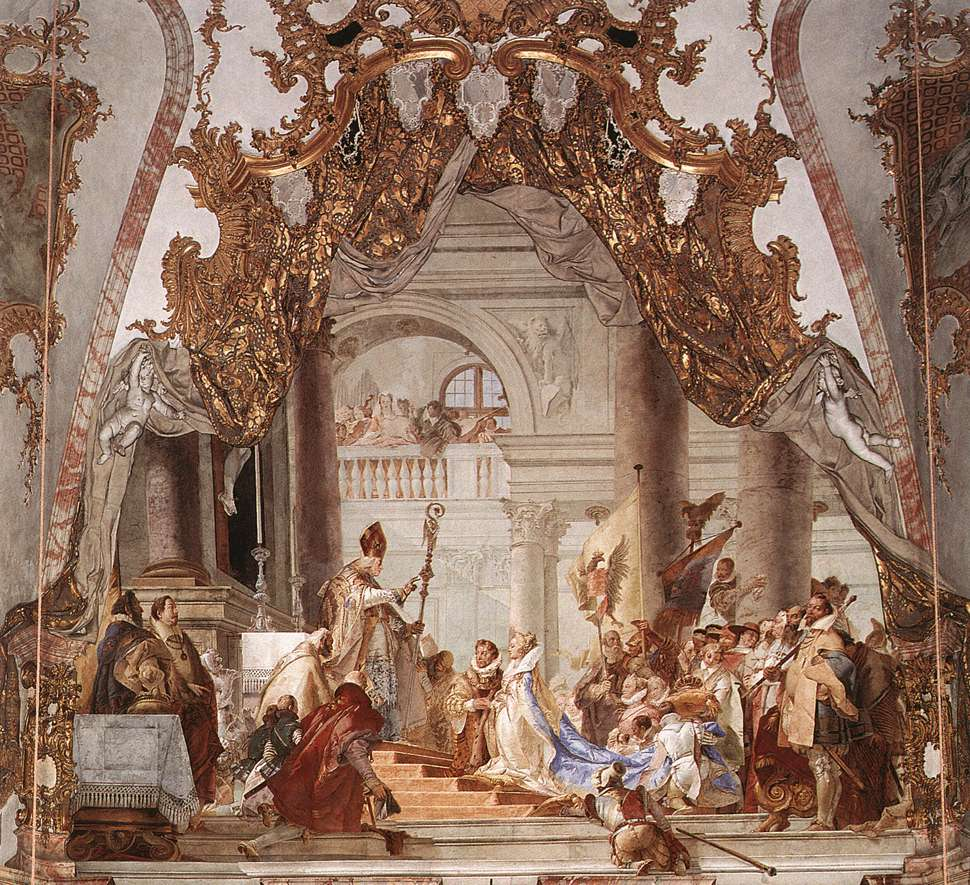
O casamento de Frederico e Beatriz representado numa pintura de 1751, por Giovanni Battista Tiepolo, parte da coleção da Residência de Wurtzburgo.

Beatriz e Frederico se casaram em 9 de junho de 1156 na cidade de Wurtzburgo, na Baviera. Ele era filho de Frederico II da Suábia e de Judite de Guelfo. Através do casamento, o imperador se tornou Conde da Borgonha. Em um poema intitulado em latim de Carmen de gestis Frederici I imperatoris in Lombardia, de 1162, Beatriz é descrita no dia do casamento como excedendo a beleza de Vênus, a mente brilhante de Minerva, a riqueza de Juno, e sendo considerada inferior apenas a Maria. 
Ela foi coroada imperatriz pelo Antipapa Pascoal III em Roma, na data de 1 de agosto de 1167. Já a sua coroação como Rainha da Borgonha ocorreu em agosto de 1178 em Vienne, na França.
Após o casamento, Frederico tomou controle da Borgonha em direito da esposa (jure uxoris). Apesar disso, o nome da condessa raramente aparecia em documentos relacionados aos assuntos do condado até 1166, a partir de quando mais outorgas foram emitidas no nome do imperador e imperatriz como co-governantes da Borgonha. 
Beatriz acompanhava o marido em suas campanhas e viagens pelo império. De acordo com uma lenda, no ano de 1158, a imperatriz visitava Milão que recentemente fora conquistada por Frederico, quando foi capturada pelo povo enfurecido da cidade, e forçada a cavalgar de trás para frente num jumento pelas ruas de Milão. Algumas fontes dizem que a vingança do imperador foi forçar os magistrados da cidade a remover um figo do ânus de um jumento fazendo uso apenas dos dentes.  Segundo outra fonte, na realidade Barba Ruiva teria se vingado de todos os homens saudáveis da cidade, e que, no lugar do figo, eles teriam de pegar excremento do jumento com a boca. Para sua maior humilhação, também foram obrigados a anunciar "Ecco la fica" ("contemplem o figo"), com as fezes ainda nas suas bocas. Era costume dizer que o gesto de insulto, chamada de fico, de segurar o punho com o polegar entre o dedo do meio e o indicador teve origem nesse episódio. 
Durante o Cerco de Crema em julho de 1159, ela foi capaz de fornecer os reforços tão necessários ao imperador originários do condado da Borgonha, tendo chegado no dia 20 de julho em Crema, na Lombardia, com Henrique, o Leão, o arcebispo Conrado de Aubsburg e 1.200 cavaleiros.

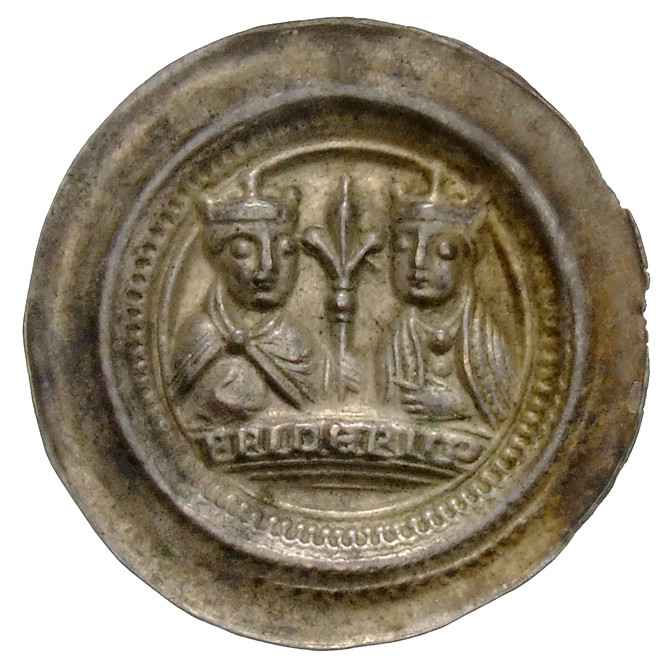
Moeda contendo os retratos do busto de Frederico à esquerda e de Beatriz à direita, acima de uma balaustrada, entre eles há um lírio, na balaustrada, um nome imperial. A representação conjunta do imperador e da imperatriz é uma novidade na iconografia das moedas alemãs da Idade Média e aparentemente foi deliberadamente introduzida sob Barba Ruiva. Moeda localizada no Gabinete de Moedas dos Museus do Estado, em Berlim.

Após a conquista de Milão por Frederico em 1162, os milaneses imploraram, em vão, por misericórdia. Portanto, recorreram à imperatriz. Porque Beatriz não os viu, eles jogaram uma cruz na sua janela. Segundo os Anais de Gênova, apesar da cidade ter sido destruída, graças a ela, as vidas e as propriedades de seu povo foram salvos.  
Quando uma praga assolou o exército, eles foram forçados a bater em retirada. Porém, o casal imperial foi atacado em Pontremoli. A imperatriz se armou com dois escudos, mal podendo escapar da saraivada de flechas. Contudo, Barba Ruiva conseguiu fugir, com Beatriz tendo ficado em Susa até 1168, presumivelmente presa, até que lhe permitissem ir embora. 
Durante a disputada eleição episcopal de Cambrai em 1168, a imperatriz apoiou a eleição do bispo Pedro de Cambrai, e, a seu pedido, bloqueou com sucesso a tentativa do arcebispo Filipe de transferir a diocese de Cambrai da província metropolitana de Reims para Colônia, apoiada pelo arcebispo Cristiano de Mainz e Henrique, o Leão. 
O casamento de Frederico e Beatriz teria sido feliz, não havendo provas de que jamais foi infiel à ela. De acordo com o cronista inglês Ralph de Diceto: "Embora Frederico fosse tão constante em adversidade, apesar disso, ela era conhecido por muitos por ser  submisso à esposa... procurando agradá-la em todas as coisas." Não há informações sobre o seu dote ou finanças, mas, sabe-se que os recipientes de favores imperiais e todos os indivíduos que voltavam às graças, deviam dar presentes pessoais não somente ao imperador, mas também à Beatriz, muitos dos quais foram registrados, assim como ouro e prata dados ao imperador. O arcebispo Conrado II de Salzburgo prometeu dinheiro e presentes na esperança de que a imperatriz o ajudasse a recuperar o favor imperial através de mediação. 
Durante as cinco expedições de Frederico na Itália, Beatriz permanecia no exército, porém, se hospedava nas cidades e não nos quartéis, pois o marido queria mantê-la longe de assassinato e violência. Em 1174, ele saqueou a cidade de Susa como vingança pelo acontecido com Beatriz.  De acordo com o cronista Godofredo de Viterbo, a imperatriz ficou satisfeita com a destruição da cidade hostil.  

## Aparência física
Em 1162, o cronista italiano Acerbus Morea, após ver Beatriz na sua cidade natal de Lodi, a descreveu como sendo:
"de altura média, com cabelo dourado brilhante, um rosto muito belo, e dentes brancos e bem formados; sua postura era ereta, sua boca era pequena, sua fisionomia era modesta, seus olhos brilhavam; ela era tímida quando palavras charmosas e lisonjeiras lhes eram dirigidas; ela possuía as mãos mais lindas e uma figura esbelta; ela era completamente submissa ao seu marido, o temia como seu senhor e o amava em todos os aspectos como seu marido; ela era letrada e devotada a Deus; e tal como era chamada Beatriz, ela realmente feliz. (Beata)."

## Descendência
- Sofia (1161 - 1187) - Esposa de Guilherme VI de Monferrato. Sem descendência.
- Beatriz (1162 - 1174) - Noiva do rei Guilherme II da Sicília, mas morreu antes de se casarem.
- Frederico V da Suábia (16 de julho de 1164 - 28 de novembro de 1170) - Duque da Suábia.
- Henrique VI do Sacro Império Romano-Germânico (novembro de 1165 - 28 de setembro de 1197) - O sucessor de seu pai ao trono. Foi casado com Constança da Sicília, com que teve Frederico II  do Sacro Império Romano-Germânico.
- Frederico VI da Suábia (1167 – 20 de Janeiro de 1191) - Originalmente seu nome era Conrado, porém, com a morte do irmão Frederico V, ela tomou esse nome para si. Noivo de Constança da Hungria, filha do rei Bela III da Hungria e Inês da Antioquia, mas nunca se casaram.
- Gisela (1168 - 1184)
- Otão I da Borgonha (1167 ou 1171 - 13 de Janeiro de 1200) - Conde da Borgonha, foi casado com Margarida de Blois. Pai de Beatriz II da Borgonha.
- Conrado II da Suábia (fevereiro ou março de 1173 - 15 de agosto de 1196) - Duque da Suábia, foi noivo a partir de 1187 de Berengária de Castela, filha do rei Afonso VIII de Castela e Leonor de Inglaterra. Porém, em 1911, Berengária conseguiu anular o contrato de casamento.
- Reinaldo (outubro de 1173 - novembro de 1173)
- Guilherme (junho de 1176 - novembro de 1176)
- Filipe da Suábia (1176 - assassinado em 21 de junho de 1208) - rei da Germânia, marido de Irene Angelina, filha do imperador bizantino Isaac II Ângelo. O casal teve quatro filhas, três delas foram rainhas e uma duquesa de Brabante.
- Inês (1181 - 8 de agosto de 1184) - Noiva do rei Emérico da Hungria, porém morreu antes do casamento.

## Na cultura popular
- Beatriz é uma personagem da obra Baudolino do escritor italiano Umberto Eco, de 2000.
- Beatriz é uma personagem principal no filme Barbarossa de 2009 (que também tem o título de Sword of War e Barbarossa: Siege Lord), no qual é interpretada pela atriz francesa Cécile Cassel.